# Punto periódico

Ejemplo en R^2 siendo n=4

En matemáticas, en el estudio de las funciones iteradas y sistemas dinámicos, un punto periódico de una función es el punto al cual el sistema retorna luego de un cierto número de iteraciones de la función al cabo de un cierto tiempo.

## Funciones iteradas
Dado un endomorfismo f en un conjunto X
{\displaystyle f:X\to X}
un punto x en X es llamado punto periódico si existe un n tal que
{\displaystyle \ f_{n}(x)=x}
donde {\displaystyle f_{n}} es la n-ésima iteración de f. El entero n más pequeño que satisface la expresión anterior es llamado periodo principal o periodo mínimo del punto x. Si un punto en X es un punto periódico con el mismo periodo n, entonces f es llamada función periódica con periodo n.
Si existen n y m distintos tal que
{\displaystyle f_{n}(x)=f_{m}(x)}
entonces x es llamado punto preperiódico. Todos los puntos periódicos son preperiódicos.
Si f es un difeomorfismo de una variedad diferenciable para que la derivada {\displaystyle f_{n}^{\prime }} esté definida, entonces se dice que un punto periódico es hiperbólico si
{\displaystyle |f_{n}^{\prime }|\neq 1,}
que es atractivo si
{\displaystyle |f_{n}^{\prime }|<1,}
y que es repulsivo si
{\displaystyle |f_{n}^{\prime }|>1.}
Si la dimensión de la variedad estable de un punto periódico o punto fijo es cero, el punto es llamado fuente; si la dimensión de su variedad inestable es cero, es llamado sumidero; y si ambas variedades estable e inestable tiene dimensión distinta de cero, es llamado silla o punto de silla.

### Ejemplos
Un punto fijo es un punto periódico.
A period-one point is called a fixed point.
El mapa logístico
{\displaystyle x_{t+1}=rx_{t}(1-x_{t}),\qquad 0\leq x_{t}\leq 1,\qquad 0\leq r\leq 4}
exhibe periodicidad para varios valores del parámetro r. Para r entre 0 y 1, es un único punto periódico con periodo 1 (dada la secuencia 0, 0, 0, ..., la cual atrae todas las órbitas). Para r entre 1 y 3, el valor 0 sigue siendo periódico pero no es atractivo, mientras que el valor (r-1)/r es un punto periódico de periodo 1. Con r mayor que 3 pero menor que 1 + √6, hay un par de puntos periódicos con periodo 2 que juntos forman una secuencia atractiva, como también los puntos atractivos de periodo 1: 0 y (r-1)/r. A medida que el parámetro r se acerca a 4, aparecen grupos de puntos periódicos con cualquier número entero como periodo; para algunos valores de r una de estas secuencias repetitivas es atractiva mientras que para otras no lo es (con casi todas las órbitas siendo caóticas).

## Sistema dinámico
Dado un sistema dinámico real (R, X, Φ) con X el espacio de fases y Φ la función evolución,
{\displaystyle \Phi :\mathbb {R} \times X\to X}
un punto x en X es llamado periódico con periodo t si existe un t > 0 tal que
{\displaystyle \Phi (t,x)=x\,}
El menor t positivo con esta propiedad es llamado periodo principal del punto x.

### Propiedades
- Dado un punto periódico x con periodo p, entonces {\displaystyle \Phi (t,x)=\Phi (t+p,x)\,} para todo t en R.
- Dado un punto periódico x entonces todos los puntos en la órbita {\displaystyle \gamma _{x}} que pasan por x son periódicos con el mismo periodo principal

Este artículo incorpora material de hyperbolic fixed point en PlanetMath, que tiene licencia Creative Commons Atribución Compartir-Igual.
- Datos: Q116301